# Musanga cecropioides
Musanga cecropioides là loài thực vật có hoa trong họ Tầm ma. Loài này được R.Br. ex Tedlie mô tả khoa học đầu tiên năm 1819.